# Klavarský mlýn
Klavarský mlýn je bývalý vodní mlýn v samotě Klavary patřící pod obec Nová Ves I v okrese Kolín, který stojí na Labi.

## Historie
Vodní mlýn založil roku 1289 Martin Žibřid se svolením majitele vsi Hynka z Dubé, o rok později koupil mlýn a okolní vsi sedlecký klášter. V roce 1437 byl mlýn zastaven Bedřichu ze Strážnice a stal se součástí kolínského panství. K roku 1454 jej spravovala královská komora.
V roce 1556 jej vlastnil Karel starší ze Žerotína a od něj jej koupil roku 1581 rytíř Mikuláš Hlaváč z Vojenic a Cerhýnek. Mlela se zde mouka a vyráběly kroupy. V roce 1629 vyhořel, poté jej vlastnil Adolf Vratislav ze Šternberka. V letech 1690–1848 patřil k cerhenickému panství.
Počátkem 17. století získali mlynáři mlýn do dědičného nájmu a roku 1848 jej koupila rodina Slánských. V letech 1875–1884 jej Jan Slánský zmodernizoval, budovu dal pseudogoticky přestavět a upravil jeho okolí. V zahradě vystavěl letohrádek podle projektu Ottokara Douši. Jeho syn Břetislav prodal mlýn roku 1918 Františku Procházkovi, který jej pronajímal.
20. února 1920 mlýn vyhořel a do osmi let postavil Procházka nový mlýn, který vybavil novými stroji a zařízením.
Mlýn byl v provozu do poloviny 50. let 20. století. Po ukončení provozu sloužil jako šrotovna a mísírna krmiv. Od roku 1992 chátrá a uvažovalo se i o jeho demolici.

## Popis
Mlýn je zděný, vícepodlažní. Mlýnice a dům byly původně pod jednou střechou, ale dispozičně oddělené. Po přestavbě stojí v areálu více budov různých velikostí, které jsou propojené. Nejvyšší budova je třípatrová s vysokou půdou. V areálu mlýna je dochovaná pila.
Budova mlýna je bez střechy a stojí jen obvodové zdi, obytná budova s ním spojená střechu má, ale okna a dveře jsou vylámané. Mlýn měl zdobený zděný štít, plastickou omítkovou výzdobu fasád a štítů, pavlač a balkón, v interiéru trámový strop, krov a schodiště.
Voda vedla do mlýna mezi dvěma velkými budovami náhonem. Protékala pod mlýnem na kolo, které bylo uvnitř budov (zbytky kola jsou údajně v objektu dochované).
V roce 1930 měl mlýn jednu Girardovu turbínu (spád 2,22 metru, výkon 51,8 HP) a jednu Francisovu turbínu, spád 3 metry, výkon 15,9 HP). Turbíny jsou dochované.